# Nora Valdez
Pour les articles homonymes, voir Valdez.
Nora Valdez (née le 9 septembre 1997) est une archère colombienne.

## Biographie
Valdez commence le tir à l'arc en 2013. Elle fait ses premières compétitions internationales en 2015. En 2017, elle remporte les épreuves de tir à l'arc par équipe femmes lors des championnats du monde.

## Palmarès
- Championnats du monde[1]
  -  Médaille d'argent à l'épreuve par équipe femme aux championnats du monde junior 2015 à Yankton.
  -  Médaille de bronze à l'épreuve par équipe mixte aux championnats du monde junior 2017 à Rosario.
  -  Médaille d'or à l'épreuve par équipe femme aux championnats du monde 2017 à Mexico (avec Alejandra Usquiano et Sara Lopez).

- Coupe du monde[1]
  -  Médaille d'argent à l'épreuve par équipe femme à la coupe du monde 2017 de Antalya.

- Championnats panaméricains[1]
  -  Médaille d'argent à l'épreuve individuelle femme junior aux championnats panaméricains 2016 à San José.
  -  Médaille d'or à l'épreuve par équipe femme aux championnats panaméricains de 2021 de Monterrey.